# Louis Joseph Art
Louis Joseph Art, né en 1743 et mort à Douai le 4 avril 1797 ou 15 germinal an V, était un juriste, maire de Douai de 1791 à 1793.

## Biographie
Reçu avocat au Parlement de Douai en 1767, Louis Joseph Art est nommé en juillet 1791, à la suite du départ de nombreux ecclésiastiques des facultés de Douai refusant de prêter serment à la constitution civile du clergé, professeur de Droit et président du collège d'Anchin ainsi que de l'université.
Le 19 novembre de la même année, succédant à Louis Bonnaire révoqué par le gouvernement à la suite de « l'affaire des goulottes » et en fuite, il devient maire de Douai. Démissionnaire en mai 1793, il entre ensuite dans un anonymat complet jusqu'à son décès à Douai en 1797.

## Citations
Duthillœul indique dans sa courte note biographique que « Art était un jurisconsulte de savoir et un bon professeur, auquel il manquait cependant la facilité d'élocution ».